# 郡山明久
郡山 明久（こおりやま あきひさ、1957年5月11日 - ）は、日本の実業家。鹿児島銀行代表取締役頭取。九州フィナンシャルグループ代表取締役会長。

## 経歴
鹿児島市出身。鹿児島県立鶴丸高等学校卒業。横浜国立大学経営学部卒業。1980年に鹿児島銀行に入行し、隼人支店長、人事部長を経て2010年に取締役就任。常務、専務を歴任し2019年から副頭取。2024年より鹿児島銀行代表取締役頭取、九州フィナンシャルグループ代表取締役会長に就任した。

## 人物
- 高校ではバレー部に所属していた[2]。
- 鹿児島銀行 松山澄寛相談役は「バランス感覚あるし、本部、営業店、人事、企画、営業を経験。託しやすい相手」と評する[2]。
- 『公正・公平・公明』を座右の銘ランキングトップ3の中の一番目に掲げる[2]。